# Bourassa (circonscription fédérale)
Pour les articles homonymes, voir Bourassa.
Circonscription électorale fédérale du Canada
Bourassa est une circonscription électorale fédérale sur l'île de Montréal au Québec (Canada).
La circonscription est nommée en l'honneur du journaliste et orateur Henri Bourassa, fondateur du journal Le Devoir, lui-même fils du peintre Napoléon Bourassa. Celui-ci est à ne pas confondre avec l'ancien premier ministre québécois Robert Bourassa.

## Géographie
Elle comprend l'arrondissement de Montréal-Nord ainsi que des parties de Rivière-des-Prairies–Pointe-aux-Trembles et Ahuntsic-Cartierville aux abords de la rivière des Prairies.
Les circonscriptions limitrophes sont Ahuntsic-Cartierville, Saint-Léonard—Saint-Michel, Honoré-Mercier et Alfred-Pellan.

## Historique
La circonscription est créée en 1966 à partir des circonscriptions de Mercier et Laval. En 1971, le nom est modifié pour Montréal—Bourassa.
En 1976, Montréal—Bourassa est abolie et redistribuée parmi la nouvelle circonscription de Bourassa et Saint-Michel. La nouvelle circonscription de Bourassa est créée à partir de portions de Montréal—Bourassa, d'Ahuntsic et d'Anjou-Rivière-des-Prairies.
Lors du redécoupage électoral de 2013, la circonscription subit un léger changement de limites : au sud-est elle gagne une portion de l'ancienne circonscription d'Ahuntsic, et au nord-est elle gagne une petite partie de Honoré-Mercier. 

## Députés
| Législature                        | Années        | Député           | Parti | Parti                     |
| ---------------------------------- | ------------- | ---------------- | ----- | ------------------------- |
| Bourassa issue de Mercier et Laval |               |                  |       |                           |
| 28e                                | 1968–1972     | Jacques Trudel   |       | Libéral                   |
| Montréal—Bourassa                  |               |                  |       |                           |
| 29e                                | 1972–1974     | Jacques Trudel   |       | Libéral                   |
| 30e                                | 1974–1979     | Jacques Trudel   |       | Libéral                   |
| Bourassa                           |               |                  |       |                           |
| 31e                                | 1979–1980     | Carlo Rossi      |       | Libéral                   |
| 32e                                | 1980–1984     | Carlo Rossi      |       | Libéral                   |
| 33e                                | 1984–1988     | Carlo Rossi      |       | Libéral                   |
| 34e                                | 1988–1993     | Marie Gibeau     |       | Progressiste-conservateur |
| 35e                                | 1993–1997     | Osvaldo Núñez    |       | Bloc québécois            |
| 36e                                | 1997–2000     | Denis Coderre    |       | Libéral                   |
| 37e                                | 2000–2004     | Denis Coderre    |       | Libéral                   |
| 38e                                | 2004–2006     | Denis Coderre    |       | Libéral                   |
| 39e                                | 2006–2006     | Denis Coderre    |       | Libéral                   |
| 40e                                | 2008–2011     | Denis Coderre    |       | Libéral                   |
| 41e                                | 2011–2013     | Denis Coderre    |       | Libéral                   |
| 41e                                | 2013-2015     | Emmanuel Dubourg |       | Libéral                   |
| 42e                                | 2015–2019     | Emmanuel Dubourg |       | Libéral                   |
| 43e                                | 2019–2021     | Emmanuel Dubourg |       | Libéral                   |
| 44e                                | 2021–2025     | Emmanuel Dubourg |       | Libéral                   |
| 45e                                | 2025–en cours | Abdelhaq Sari    |       | Libéral                   |

## Résultats électoraux

### Tendances
| |
| - Parti libéral - Parti conservateur - NPD - Bloc québécois - Parti vert - Parti populaire - Progressiste-conservateur (ancien) - Alliance canadienne (ancien) - Créditiste (ancien) |

#### Majorité en voix du parti arrivé en tête
La circonscription enregistre de fortes majorités libérales dans les années 1970 avant de devenir extrêmement compétitive lors des élections de 1984, 1988 et 1993. Trois partis différents sont élus successivement lors de ces trois élections, avec des majorités inférieures à 2 000 voix. En 1993, la circonscription est, après Edmonton-Nord-Ouest, celle où la majorité (53 voix) est la plus faible au pays. La circonscription devient moins compétitive à partir de 1997 et enregistre de fortes majorités libérales à partir de 2015.
|                                                                    |
| Les élections partielles sont surlignées en gris sur le graphique. |